# 烏因庫爾龍屬
乌因库尔龙属（意为“乌因库尔组的蜥蜴”），又译作温库尔龙，是一属西北阿根廷龙科恐龙，属于轻巧龙亚科，化石发现于阿根廷内乌肯省的乌因库尔组，模式种和唯一的物种是蒙氏乌因库尔龙（Huinculsaurus montesi）。它成年后可能长约3（9.8英尺），但这只是推测，因为目前还没发现成体恐龙的标本。

## 发现与命名

与人类的体型比较

乌因库尔龙化石最早在1991年左右发现，残骸是一具亚成体，包括三个胸椎和两个骶椎。它是在离肌肉龙模式标本发现地10米远的地方被发现的，椎骨在准备过程中被机械分离。该属最终在2020年被命名。

## 分类学
2020年，乌因库尔龙被分配到西北阿根廷龙科中的轻巧龙亚科。它最接近于轻巧龙和泥潭龙，这两种恐龙都是生存于侏罗纪晚期。这可能让它成为已知生存年代最晚的轻巧龙亚科。